# A varázslónő
A varázslónő (eredeti címén Чародейка, átírásban Csarogyejka) Pjotr Iljics Csajkovszkij orosz zeneszerző egyik négyfelvonásos operája. Szövegkönyvét Hippolit Spazsinyszkij írta azonos című drámája alapján. A mű ősbemutatójára 1887. november 11-én került sor a szentpétervári Mariinszkij Színházban. Magyarországon még nem mutatták be.

## A mű keletkezésének története
1886 januárjában Moszkvában, az Anyegin bemutatóját követő időszakban talált rá Hippolit Spazsinyszkij A varázslónő című librettójára, amelynek egyes jeleneteiről úgy tartotta, hogy hatásosak lennének operaszínpadon. Szeptemberben kezdett hozzá a komponáláshoz. Októberben fejezte be a komponálást, majd decemberben Moszkvába utazott megbeszélni a bemutató körülményeit. De semmi esély nem volt arra, hogy az évadban még bemutatásra kerüljön. A következő év első felében tett utazásai során átdolgozta a művet. Októberben Pétervárott megkezdődtek a próbák. A darabot november 11-én mutatták be a zeneszerző vezényletével, nagy sikerrel.

## Szereplők
| Szereplő                                                     | Hangfekvés   |
| ------------------------------------------------------------ | ------------ |
| Nyikita Kurljatyev, nagyherceg                               | bariton      |
| Jevprakszija Romanovna, hercegné                             | mezzoszoprán |
| Jurij, herceg, a fiúk                                        | tenor        |
| Mamirov, öreg tanító                                         | basszus      |
| Nyenyila, testvére, a hercegné udvarhölgye                   | mezzoszoprán |
| Ivan Zsuran, a herceg komornyikja                            | basszbariton |
| Nasztaszja, csúfnevén Kuma, kocsmárosné                      | szoprán      |
| Foka, a nagybátyja                                           | bariton      |
| Polja, a barátja                                             | szoprán      |
| Balakin, nyizsnyij novgorodi vendég                          | tenor        |
| Potap, kereskedő                                             | basszbariton |
| Lukas, kereskedő                                             | tenor        |
| Kicsiga, egy ökölvívó                                        | basszus      |
| Paiszij, szerzetesnek öltözött csavargó                      | tenor        |
| Kugyma, egy varázsló                                         | bariton      |
| Vendégek, fiatal lányok, rendőrtisztek, vadászok, szolgálók. |              |

## Cselekménye
- Helyszín: Nyizsnyij Novgorod
- Idő: a 15. század közepe

Nyizsnyij Novgorod helytartójának írnoka, Mamirov megvádolja Nasztaszját, az Oka folyó átkelőjénél álló fogadó kocsmárosnéját, hogy boszorkány. Teszi mindezt azért, mert úgy gondolja, hogy a szép nő elcsábítja a közelébe kerülő férfiakat. Nasztaszjának egyedül Jurijt, a herceg fiát nem sikerül megbabonáznia, pedig az összes jelentkező férfi közül éppen ő tetszik meg neki. A nagyherceg is eljön a fogadóba, hogy személyesen vizsgálja meg a helyzet. Nasztaszja őt is megbabonázza. A szerelmes herceg megszégyeníti a feljelentőt és megszünteti a vizsgálatot. Mamirov azonban nem hagyja annyiban és bosszút esküszik és mindent elmond a hercegnének. Időközben Jurij is tudomást szerez arról, hogy apja túl sok időt tölt a fogadóban. A féltékeny hercegné elárulja fiának, hogy a herceget Nasztaszja megbabonázta. A dühös Jurij eldönti, hogy végez a varázslónővel. Elmegy hozzá és már döfésre emeli a tőrét, de az asszony szépsége őt is megbénítja. A kocsmárosné szerelmet vall Jurijnak és azt is hozzáteszi, hogy apjának közeledését következetesen visszautasította éppen emiatt. A szerelmesek elhatározzák, hogy elmenekülnek. Erről tudomást szerez a hercegné, aki fiáról sem akar lemondani a varázslónő javára, ezért elmegy a fogadóba és megmérgezi a szép asszonyt. Nasztaszja Jurij karjaiban hal meg. Közben a herceg is tudomást szerez a helyzetről és csalódva szerelmében és fiában, felindulásában megöli a fiát.

## Híres áriák, kórusművek
- Gljanuty sz Nyizsnyevo - Nasztaszja áriája (első felvonás)
- A obraz toj prigozsnyici - A herceg ariózója (második felvonás)
- Ggye zse ti moj zselannij - Nasztaszja ariózója (negyedik felvonás)